# 二苯基-4-哌啶甲醇
二苯基-4-哌啶甲醇，又稱為阿紮環醇（英語：Azacyclonol）、阿扎環醇或氮雜環醇（英語：Ataractan、Calmeran、Frenoton、Frenquel、Psychosan），也有人稱它為伽瑪哌苯甲醇（英語：γ-pipradol），是一種芳香族有機化合物，包含有哌啶（氮雜環）、苯和醇（羥基）等官能基，其化學式為C18H21NO，常溫下為固體，外觀為白色至淺米色結晶粉末，是一種藥物，即所謂的ataractive，是用來減少精神病患者的幻覺用的藥劑。它也被稱為鎮靜劑和安定藥，但這些定義是不準確的，因為它實際上不具備這樣的性質。雖然二苯基-4-哌啶甲醇是哌苯甲醇（二苯基-2-哌啶甲醇）的位置異構體，但他沒有使精神興奮的效果，反而有輕度抑製作用。